# Stazione di Heiden
La stazione di Heiden (in tedesco Bahnhof Heiden) è una stazione ferroviaria nel comune svizzero di Heiden, capolinea superiore della linea Rorschach-Heiden.

## Storia
La stazione fu attivata il 6 settembre 1875, in occasione dell'apertura della ferrovia Rorschach-Heiden.

## Strutture e impianti
La stazione dispone di un binario dotato di marciapiede per il servizio passeggeri, oltre a diversi tronchini e, nelle vicinanze, un breve raccordo ferroviario a servizio del deposito della linea. La stazione è dotata di un fabbricato viaggiatori su più piani.

## Movimento
La stazione è servita da treni a cadenza oraria per Rorschach Hafen o per Rorschach, sulla linea S25 della rete celere di San Gallo.

## Interscambi
- Fermata autobus (linee 222, 223, 224, 225, 230, con destinazioni: poste di Heiden e stazione di Trogen)[4]